# Hans Jahn (Politiker)
Johannes „Hans“ Jahn (* 29. August 1885 in Hartha; † 10. Juli 1960 in Frankfurt am Main) war ein deutscher Politiker der SPD, Gewerkschafter und Widerstandskämpfer gegen den Nationalsozialismus.

## Leben und Beruf
Jahn war der zweite Sohn des Stellmachers Oskar Hermann Jahn. Von 1892 bis 1900 besuchte der die Volksschule im damaligen Leipziger Stadtteil Connewitz. Er schloss sich bereits 1903 der SPD an und absolvierte eine Schmiedelehre. Anschließend begab er sich zwei Jahre auf Wanderschaft, leistete den Wehrdienst und wurde 1909 Bevollmächtigter des Deutschen Schmiedeverbandes in Bremen, dem er bereits seit 1903 angehörte. Ab 1914 arbeitete er als Heizer, ab 1917 als Lokomotivführer. 1920 wurde Jahn hauptamtlicher Sekretär der Betriebsräteabteilung des Deutschen Eisenbahnerverbandes, 1927 bis 1933 war er im Vorstand des inzwischen in Einheitsverband der Eisenbahner Deutschlands umbenannten Gewerkschaft tätig und zusätzlich Mitglied der Leitung des Allgemeinen Deutschen Beamtenbundes (ADB). Außerdem gehörte er dem Vorläufigen Reichswirtschaftsrat an.
1932 begann Jahn, der im Vorstand des Einheitsverbandes für einen aktiven Kampf gegen die NSDAP eintrat, ein klandestines Netzwerk von ca. 100 Eisenbahnern für den Fall einer faschistischen Machtübernahme aufzubauen. Nach dem Machtantritt der NSDAP gelang es ihm, 17.000 Karteikarten mit Mitgliedsadressen des Verbandes dem Zugriff der Gestapo zu entziehen. Er selber war, nachdem es ihm nicht gelungen war, den Anpassungskurs der Gewerkschaften an die Regierung Hitlers zu verhindern, nach der Zerschlagung des Allgemeinen Deutschen Gewerkschaftsbundes als Versicherungsvertreter tätig. In engem Kontakt mit der Internationalen Transportarbeiter-Föderation (ITF) und dessen Generalsekretär Edo Fimmen in Amsterdam baute Jahn bis zu seiner ersten Verhaftung im Frühjahr 1935 eine effektive Widerstandsorganisation unter Eisenbahnern auf.

## Emigration
Da Jahns Rolle hierbei der Gestapo zum Zeitpunkt der Verhaftung nicht bekannt war, wurde er im Juni 1935 freigelassen und floh zunächst in die Tschechoslowakei, später nach Amsterdam und schließlich nach Antwerpen (wo der wichtige ITF-Aktivist Hermann Knüfken ansässig war), von wo aus er sein Netzwerk von ITF-Eisenbahnern, das 1937 nach Angaben Jahns 1.300 Kontakte zählte, reorganisierte. Die Gruppen schleusten illegale Literatur nach Deutschland ein, sammelten Informationen und gingen nach Kriegsbeginn 1939 auch dazu über, Sabotageakte u. a. gegen Transportzüge zu begehen. Politisch stand Jahn in dieser Zeit den Gruppen Neu Beginnen und Internationaler Sozialistischer Kampfbund (ISK) nahe. 1938 siedelte Jahn nach Luxemburg über, um seine Aktivitäten direkt an der deutschen Grenze wirksamer zu gestalten. 1940, nach dem deutschen Einmarsch in Luxemburg, musste Jahn, dem in Deutschland die Todesstrafe drohte, unter Zurücklassung seiner Familie über Frankreich, Spanien und Portugal nach London flüchten, wo er in gewerkschaftlichen Exilstrukturen wie dem Gewerkschaftlichen Freiheitsbund gegen das Hakenkreuz aktiv war. Seine Frau Frieda Jahn, die ihn bei seinen illegalen Aktivitäten umfangreich unterstützte, wurde verhaftet und wegen angeblichen Hochverrats zu drei Jahren Zuchthaus verurteilt. 1944 versuchte Jahn, unterstützt vom OSS, illegale Gewerkschaftskader aus dem Exil nach Deutschland einzuschleusen, und kooperierte mit dem OSS bei Sabotageakten im deutsch besetzten Norditalien.
Aber auch an der programmatischen Arbeit im Exil beteiligte er sich. So gehörte er in London zu der Gruppe um Hans Gottfurcht, die für die Zeit nach dem Kriege unter dem Titel Die neue deutsche Gewerkschaftsbewegung Programmvorschläge für einen einheitlichen deutschen Gewerkschaftsbund machten.

## Nach 1945
Anfang 1945 kehrte Jahn nach Deutschland zurück, wo er zunächst in Leipzig, dann in der britischen Zone begann, eine Eisenbahnergewerkschaft aufzubauen, aus der 1947 die Gewerkschaft der Eisenbahner Deutschlands (GdED) hervorging, deren Vorsitzender er von 1949 bis 1959 war. In dieser Zeit gehörte er auch dem Bundesvorstand des DGB an. Er war Mitglied des Hauptverkehrsbeirates der Bundesrepublik Deutschland und des Verwaltungsrates der Bundesbahn. 1956 bis zu seinem Tode war Jahn Präsident der ITF.
Jahn gehörte dem Deutschen Bundestag seit dessen erster Wahl 1949 bis zu seinem Tode 1960 an. Er vertrat als stets direkt gewählter Abgeordneter den Wahlkreis Hannover-Land im Parlament.

## Zitate
- „Deutschland ist auch heute noch ein Paradies für Nazis und eine Hölle für die Antinazis! Und für dieses Volk soll man seine letzte Kraft hergeben? Da ist weder was gelernt von den sogenannten Sozialdemokraten noch ist deren Weste so sauber, daß sie überhaupt gegen die Reaktion etwas unternehmen können, von wollen ganz zu schweigen!“ (in einem Brief vom 6. November 1947)
- „Nur wenn es durch gewerkschaftliche Arbeit gelingt, die Not des Volkes zu bannen, werden wir Aussicht haben, die Demokratie zur Erhaltung der Menschenwürde auf Dauer zu festigen.“